# خيسوس راميريز
خيسوس راميريز (بالإسبانية: Jesús Ramírez)‏ (21 أبريل 1957 في المكسيك - ) هو مدرب كرة قدم ولاعب كرة قدم مكسيكي في مركز الوسط. لعب مع أتلانتي إف سي وكروز آزول ونادي أونيفرسيداد ناسيونال ونادي بويبلا وتيبورونيس روخوس دي فيراكروز ونادي كيريتارو وDeportivo Neza ‏.

## وصلات خارجية
- خيسوس راميريز على موقع قاعدة بيانات كرة القدم.إي يو (الإنجليزية)